# Lingua ungherese
L'ungherese o magiaro (in ungherese magyar nyelv) è una lingua del ceppo ugrofinnico parlata in Ungheria.
Al 2022, è parlata da 12,6 milioni di parlanti totali; gran parte dei parlanti vive in Ungheria ed è madrelingua. Ciò la rende la lingua non indoeuropea più parlata nel territorio europeo.

## Grammatica
Come le lingue imparentate finlandese ed estone, anche l'ungherese è una lingua agglutinante. Queste tre lingue agglutinanti sono i più noti rappresentanti della famiglia ugrofinnica. Le lingue agglutinanti hanno la caratteristica di esprimere un significato realizzando parole anche molto lunghe aggiungendo posposizioni specifiche alla parola. Ad esempio si veda in ungherese a ház (la casa), a ház-ak (le case), a ház-ban (nella casa), a ház-ak-ban (nelle case), a ház-am (la mia casa), a ház-am-ban (nella mia casa)
La lingua ungherese presenta sulla carta 17 casi dei nomi (che arrivano anche a 35 se si considerano quelli che si applicano alle preposizioni): nominativo, dativo, accusativo, strumentale, strumentale-comitativo, causativo, traslativo, inessivo, superessivo, adessivo, delativo, illativo, elativo, allativo, ablativo, terminativo, formativo, essivo. In realtà ognuno di questi casi è una particella che viene aggiunta in fondo alla parola. Ad esempio per esprimere l'ablativo di Marco si aggiunge la posposizione tól creando così Marcotól.
Un'altra particolarità dell'ungherese è il modo di esprimere il possesso. Non esiste il verbo avere, non esiste il caso genitivo, non esiste nemmeno una preposizione corrispondente all'italiano "di". Invece il possesso si esprime aggiungendo una posposizione all'oggetto posseduto, come nelle lingue slave orientali. La posposizione "ja/je" che significa "suo". Ad esempio la frase "Marco-nak piros kutyá-ja van" prendendo ogni singola parola significa "A Marco rosso cane-suo esiste", ma si traduce in italiano con "Marco ha un cane rosso".
A differenza delle lingue romanze, la lingua ungherese non possiede il genere grammaticale.

## Classificazione
L'ungherese è una lingua agglutinante appartenente alla famiglia delle lingue ugriche, un sottogruppo delle lingue ugrofinniche, che a loro volta sono un ramo delle lingue uraliche.

## Dialetti
I dialetti ungheresi identificati da Ethnologue si riferiscono all'ungherese della Grande pianura ungherese, ungherese del Passo del Re (Királyhágó, Transilvania), ungherese a ovest del Danubio, ungherese del medio Danubio-Tibisco, ungherese del nordest ungherese, ungherese del nord-ovest, Siculo, ungherese orientale e ungherese di Transilvania. Questi dialetti sono reciprocamente comprensibili. Il dialetto degli Csángó, che non è elencato da Ethnologue, è parlato principalmente nella contea di Bacău, Romania. La minoranza degli Csángó è rimasta isolata per 200 anni e quindi ha conservato un dialetto ungherese arcaico.

## Distribuzione geografica
L'ungherese è parlato nei seguenti stati:
| Paese                                    | Parlanti                                                                      |
| ---------------------------------------- | ----------------------------------------------------------------------------- |
| Ungheria                                 | 9896333 (censimento 2011)                                                     |
| Romania (principalmente in Transilvania) | 1268444 (censimento 2011 Archiviato il 25 febbraio 2021 in Internet Archive.) |
| Slovacchia                               | 458467 (censimento 2011)                                                      |
| Serbia (soprattutto Voivodina)           | 293299 (censimento 2002)                                                      |
| Ucraina (soprattutto Transcarpazia)      | 149400 (censimento 2001)                                                      |
| Stati Uniti                              | 117973 (censimento 2000)                                                      |
| Canada                                   | 75555 (censimento 2001 Archiviato il 13 febbraio 2008 in Internet Archive.)   |
| Israele                                  | 70000                                                                         |
| Austria (soprattutto Burgenland)         | 22000                                                                         |
| Croazia                                  | 16500                                                                         |
| Slovenia (soprattutto nell'Oltremura)    | 9240                                                                          |
| Totale                                   | 12-13 milioni (Nei paesi danubiani)                                           |

Fonte: Censimenti nazionali, Ethnologue
L'ungherese è parlato anche in Australia e altri paesi del mondo.
È da tener presente che fino alla prima guerra mondiale l'allora Regno d'Ungheria, che a quel tempo faceva parte dell'Impero austro-ungarico, comprendeva molte regioni che ora sono fuori dall'Ungheria ridotta agli attuali confini, sostanzialmente fissati nel 1920 con il Trattato del Trianon: in particolare la Transilvania, oggi romena, la Slovacchia ora repubblica indipendente ma un tempo denominata Alta Ungheria, la Rutenia, oggi appartenente all'Ucraina e
la Voivodina oggi regione della Serbia.

### Lingua ufficiale
L'ungherese è la lingua ufficiale dell'Ungheria, e quindi una lingua ufficiale dell'Unione europea. È inoltre una delle lingue ufficiali della provincia autonoma della Voivodina in Serbia.

## Scrittura
L'alfabeto ungherese utilizza i seguenti caratteri:
```
a á b c cs d dz dzs e é f g gy h i í j k l ly m n ny o ó ö ő p q r s sz t ty u ú ü ű v w x y z zs
A Á B C CS D DZ DZS E É F G GY H I Í J K L LY M N NY O Ó Ö Ő P Q R S SZ T TY U Ú Ü Ű V W X Y Z ZS

```

In alcuni nomi ungheresi si trovano anche i seguenti caratteri della vecchia ortografia:
```
ch cz th aa eé eö ew oó
CH CZ TH AA EÉ EÖ EW OÓ

```

Prima dell’avvento della scrittura latina, gli ungheresi adoperavano una scrittura che ricorda il fuþark, pur non avendo nulla a che fare con essa. Questo tipo di scrittura viene chiamata dagli ungheresi “rovásírás”. Nonostante sia formalmente in disuso, è possibile incontrare in Ungheria dei cartelli stradali che riportano il nome della città in ungherese moderno e in “rovásírás”.

## Fonetica

### Accento
Una regola generale dell'ungherese è che l'accento tonico cade sempre sulla prima sillaba. Quindi i segni diacritici sopra le vocali (che in italiano indicano gli accenti acuti) come é, ő ecc. non indicano l'accento, bensì la quantità delle vocali (cioè: lunghe o brevi). L'accento si troverà sempre sulla prima sillaba anche se le quantità delle vocali delle altre sillabe sono lunghe.

### Vocali
Le vocali non accentate graficamente sono brevi (a /ɒ/, e /ɛ/, i /i/, o /o/, ö /ø/, u /u/, ü /y/), quelle accentate graficamente sono lunghe (á /aː/, é /eː/, í /iː/, ó /oː/, ő /øː/, ú /uː/, ű /yː/).
Per la a e la e il suono varia tra la breve e la lunga: a è letto /ɒ/, á /aː/: e è letto /ɛ/ (una e aperta, come in cioè), mentre é è letto /eː/ (una e chiusa, come in perché ).
I grafemi ö-ő e ü-ű rappresentano suoni assenti in italiano, cioè rispettivamente /ø/-/øː/ (come nel tedesco, rispettivamente, Köln e Vögel) e /y/-/yː/ (come nel tedesco, rispettivamente, zurück e Tür).

### Consonanti
Per rendere le numerose consonanti della lingua ungherese, ci si serve non solo di singoli grafemi, ma anche di parecchi digrammi.
Di seguito sono elencati i digrammi e trigrammi, assieme alle consonanti singole, che possono generare confusione rispetto all'uso che ne viene fatto in italiano:
- ty: /c/, suono occlusivo palatale sordo; si avvicina al ti della parola italiana tieni, ma è più schiacciato;
- gy: /ɟ/, stesso di prima, ma sonoro. Si avvicina al di della parola italiana diedi, ma è più schiacciato;
- c: /t͡s/, la nostra z aspra, come in stazione;
- k: /k/, la nostra c dura, come in cane;
- cs: /t͡ʃ/, la nostra c dolce, come in ciliegia;
- dz: /d͡z/, la nostra z dolce, come in zanzara;
- dzs: /d͡ʒ/, la nostra g dolce, come in gelato;
- g: /ɡ/, la nostra g dura, come in gatto;
- j: /j/, la i semivocale, come in pieno;
- ly: /j/; questo digramma viene letto come la j;
- ny: /ɲ/, la nostra gn in gnomo;
- s: /ʃ/, non corrisponde alla nostra s, ma al nostro digramma sc in sceriffo;
- sz: /s/, la nostra s sorda, come in sacco;
- z: /z/, la nostra s sonora, come in rosa;
- zs: /ʒ/, assente in italiano (se non in parole straniere come ad esempio abat-jour o garage) corrisponde al grafema francese j, come in jour.

### Tabella della pronuncia di lettere e digrammi
|     | A   | Á    | B    | C    | CS   | D   | DZ   | DZS  | E   | É    | F   | G   | GY  | H    | I   | Í    | J   | K   | L    | LY  | M   | N   |
| IPA | /ɒ/ | /aː/ | /b/  | /t͡s/ | /t͡ʃ/ | /d/ | /d͡z/ | /d͡ʒ/ | /ε/ | /eː/ | /f/ | /ɡ/ | /ɟ/ | /h/  | /i/ | /iː/ | /j/ | /k/ | /l/  | /j/ | /m/ | /n/ |
|     | NY  | O    | Ó    | Ö    | Ő    | P   | (Q)  | R    | S   | SZ   | T   | TY  | U   | Ú    | Ü   | Ű    | V   | (W) | (X)  | (Y) | Z   | ZS  |
| IPA | /ɲ/ | /o/  | /oː/ | /ø/  | /øː/ | /p/ | /kv/ | /r/  | /ʃ/ | /s/  | /t/ | /c/ | /u/ | /uː/ | /y/ | /yː/ | /v/ | /v/ | /ks/ | /i/ | /z/ | /ʒ/ |

Come esempio di pronuncia, la parola Magyarország (Ungheria) si pronuncia /ˈmɒɟɒrorsaːɡ/

## Esempi di lingua

### Parole e frasi di uso comune
- Igen = Sì
- Nem = No
- Jól van/ Jó = Va bene/ Buono
- Köszönöm (szépen) = Grazie (tante)
- Szeretlek = Ti amo/ Ti voglio bene
- Kérem/ Legyen szíves = Per favore/ Per piacere/ Per cortesia
- Szeretnék egy.../ Szeretném a (az)... = Vorrei un.../ Vorrei il...
- Kaphatok egy...?/ Megkaphatom a (az)...? = Posso avere un.../il...?
- Adjon nekem egy.../ Adja meg nekem a (az)... = Mi dia un.../ Mi dia il...
- Hozzon nekem egy/ Hozza nekem a (az)... = Mi porti un .../ Mi porti il ...
- Bocsánat/ Elnézést = Mi scusi
- Beszél magyarul? = Parla ungherese?
- Beszélek egy kicsit magyarul = Parlo un po' ungherese
- (Nem) Értem/ Megértettem/ nem értettem meg = (Non) Capisco/ Ho capito / Non ho capito
- Hol van a tér? = Dov'è la piazza?
- Szeretnék forintra váltani = Vorrei cambiare in fiorini
- Legyen szíves, hozza nekünk a számlát  = Per favore, ci porti il conto
- Láthatom a szobát? = Posso vedere la camera?
- Még egy sört, legyen szíves = Un'altra birra, per favore
- Lehetséges euróban fizetni? = È possibile pagare in euro?
- Elfogadnak hitelkártyát? = Accettate le carte di credito?
- Hívjon nekem egy taxit, legyen szíves = Mi chiami un taxi, per favore
- Leírná nekem az árat, kérem? = Mi può scrivere il prezzo, per favore?
- Jó napot kívánok. Szeretnék venni egy üveg fehér/ vörös bort = Buongiorno. Vorrei acquistare una bottiglia di vino bianco / rosso
- Tud nekem egy zacskót adni?/ Adna nekem egy zacskót? = Mi può dare un sacchetto?
- Megmondaná nekem, legyen szíves? = Mi può dire, per favore?
- Ide tudnád adni az öngyújtót? = Potresti darmi l'accendino?
- A pólót Kártyával fizetem = Pago la maglietta con la carta
- A busszjegy tíz forintba kerül = il biglietto del bus costa dieci fiorini

### Numeri cardinali
0. nulla

1. egy

2. kettő, két

3. három

4. négy

5. öt

6. hat

7. hét

8. nyolc

9. kilenc

10. tíz

11. tizenegy

.....

20. húsz

21. huszonegy

.....

30. harminc

31. harmincegy

.....

40. negyven

50. ötven

60. hatvan

70. hetven

80. nyolcvan

90. kilencven

100. száz

.....

1000. ezer

### Presente indicativo del verbolenni= essere
én vagyok = io sono

te vagy = tu sei

ő (van)* = egli è, ella è

ön/maga (van)* = Lei è (formale)

mi vagyunk = noi siamo

ti vagytok = voi siete

ők (vannak)* = essi sono

önök/maguk (vannak)* = Voi siete (formale)

### Verbispiegareedire
In ungherese i verbi transitivi hanno due possibili coniugazioni per ogni tempo verbale: la coniugazione definita e la coniugazione indefinita. Invece i verbi intransitivi possiedono solo la coniugazione indefinita. La regola afferma che quando un verbo transitivo ha come complemento oggetto un sostantivo preceduto dall'articolo determinativo allora si deve usare la coniugazione definita. Un altro caso di utilizzo della coniugazione definita avviene quando un verbo transitivo ha come complemento oggetto una proposizione subordinata oggettiva. In tutti gli altri casi si coniuga il verbo transitivo alla coniugazione indefinita.

Il verbo spiegare in ungherese: magyarázni
| Coniugazione indefinita | Coniugazione definita | Significato    |
| Én magyarázok           | Én magyarázom         | Io spiego      |
| Te magyarázol           | Te magyarázod         | Tu spieghi     |
| Ő magyaráz              | Ő magyarázza          | Egli spiega    |
| Mi magyarázunk          | Mi magyarázzuk        | Noi spieghiamo |
| Ti magyaráztok          | Ti magyarázzátok      | Voi spiegate   |
| Ők magyaráznak          | Ők magyarázzák        | Essi spiegano  |

Il verbo dire in ungherese: mondani
| Coniugazione indefinita | Coniugazione definita | Significato |
| Én mondok               | Én mondom             | Io dico     |
| Te mondasz              | Te mondod             | Tu dici     |
| Ő mond                  | Ő mondja              | Egli dice   |
| Mi mondunk              | Mi mondjuk            | Noi diciamo |
| Ti mondotok/mondtok     | Ti mondjátok          | Voi dite    |
| Ők mondanak             | Ők mondják            | Essi dicono |

- Elmagyarázok egy receptet a séfnek (spiego una ricetta allo chef)
- A receptet a séfnek magyarázom (spiego la ricetta allo chef)
- A séfnek azt magyarázom, hogy nem tudom a receptet (spiego allo chef che non conosco la ricetta)